# 포포탄
포포탄(일본어: ぽぽたん)은 포요욘 록(Poyoyon Rock)이라는 별칭으로 와타나베 아키오가 캐릭터 디자인을 맡은 쁘띠 페레가 개발한 일본의 성인용 비주얼 노벨이다. 원래 2002년 12월 13일에 CD-ROM용 PC 게임으로 출시되었으며, 이후 특정 장면이 제거된 DVD-ROM 및 플레이스테이션 2용으로 다시 출시되었다. 포포탄이라는 제목은 민들레의 탁월함을 반영하기 위한 무의미한 단어로, 일본어로 탄포포(たんぽぽ)라고 표기한다. 쁘띠 페레는 DVD-ROM 재출시 직전에 팬 디스크도 제작했다. 포포탄은 야치루다 사사미의 소설 시리즈(포포탄~히미츠노주몬~코헨)를 포함한 다른 미디어에도 적용되었다. 이즈미 유지로의 만화 시리즈; 키무라 신이치로가 감독하고 Shaft가 애니메이션을 제작했으며 북미 지역에서는 제네온 USA 및 이후 센타이 필름웍스가 라이선스를 부여한 12부작 애니메이션 TV 시리즈, 라디오 드라마(포포라지)와 여러 예술 및 참고서이다.
포포탄의 게임플레이는 미리 정해진 줄거리를 따라간다. 주요 이벤트는 동일하게 유지되지만 개인적인 스토리라인은 플레이어의 선택과 다를 수 있다. 이 게임은 먼 미래에 도쿄 폐허 근처의 저택에서 세 명의 소녀(막내 11세)와 하녀를 만나는 떠돌이 주인공 크리스에 초점을 맞춘다.

## 같이 보기
- Caramelldansen